# 天主教波特爾堡教區
天主教波特爾堡教區（拉丁語：Dioecesis Arcis Portal）是烏干達一個羅馬天主教教區，屬姆巴拉拉總教區。
教區成立於1961年2月21日，包括西部區中部六區。2006年有教友696,000人（佔轄區總人口46.8%）、十九個堂區、七十六名司鐸。現任教區主教為羅伯特·穆希爾瓦。